# Doppel-Looping
Doppel-Looping ist die Bezeichnung eines Stahlachterbahnmodells des Herstellers Schwarzkopf GmbH, welches erstmals 1979 ausgeliefert wurde. Vom Doppel-Looping gibt es zwei Varianten: eine ohne zusätzliche Schleife und eine mit zusätzlicher Schleife.

## Geschichte
Die erste Bahn (stationäre Version) wurde 1979 in Zusammenarbeit mit Werner Stengel für den Schausteller Gottlieb Löffelhardt, einem der Gründer des Phantasialands, gebaut und bis 1981 in Buenos Aires betrieben. Zunächst hatte sie nur einen Looping, der zweite wurde erst ein Jahr später nachgerüstet. In der Zeit von 1981 bis 1986 wurde diese Bahn als "Colossus" im Playcenter São Paulo betrieben. Danach wechselte die Bahn in den Dorney Park & Wildwater Kingdom (Pennsylvania, USA) und fuhr unter dem Namen "Laser". Im Jahr 2008 holten zwei deutsche Schausteller diese Bahn nach Deutschland und brachten sie nach Aufarbeitung als "Teststrecke" ab 2009 auf die Reise. Derzeit befindet sich die Bahn jedoch in Saudi-Arabien (Stand 2020). Ob die "Teststrecke" verkauft oder nur verliehen wurde, ist derzeit unklar.

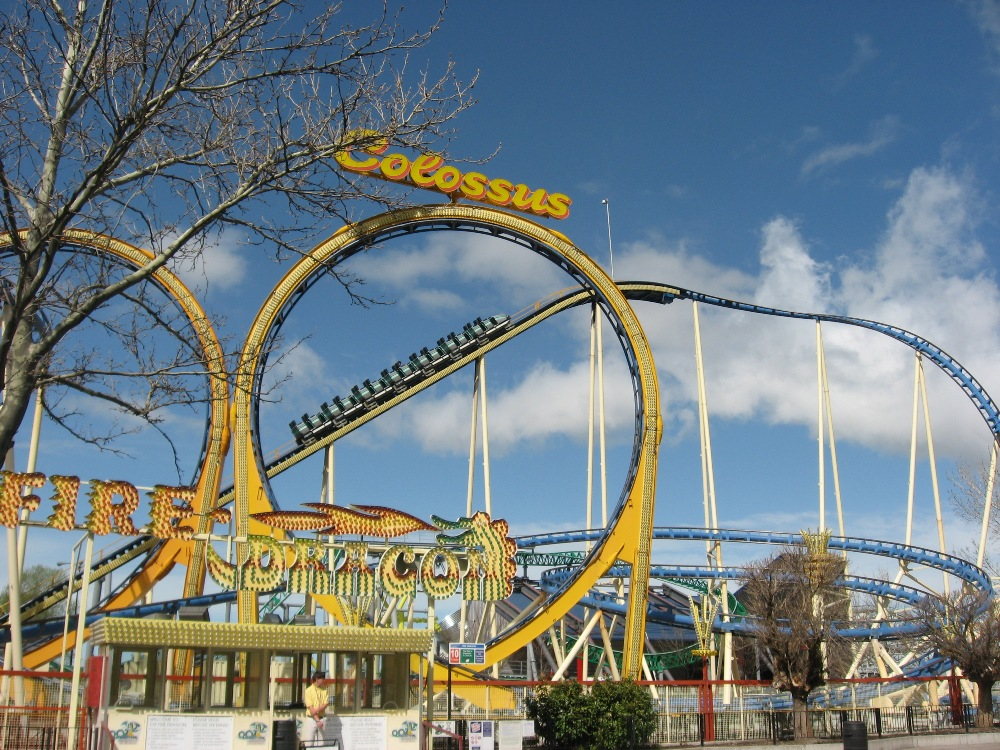
Colossus the Fire Dragon in Lagoon

Die zweite Bahn (transportable Version) reiste von 1979 bis 1983 in Deutschland unter dem Schausteller Rudolf Barth unter dem Namen "Doppel-Looping". Diese Bahn wurde 1983 in die USA an Conklin Shows verkauft und drehte bis ins Jahr 2008 in Miami (Florida, USA) ihre Runden. Die Bahn soll nach Pakistan verkauft worden sein, der Verbleib ist jedoch unklar.
Von der transportablen Variante mit zusätzlicher Schleife existiert nur eine einzige Auslieferung, die in den Jahren 1981/1982 unter den Schaustellern Bruch und Robrahn auf den deutschen Volksfesten fuhr. Sie wurde später an den US-amerikanischen Freizeitpark Lagoon verkauft und fährt dort seit 1983 als Colossus the Fire Dragon ihre Runden.

## Die Fahrt
Je nach Variante ist die Strecke entweder 630 m (ohne zusätzliche Schleife) bzw. 700 m lang (mit zusätzlicher Schleife). Sie erstreckt sich über eine Grundfläche von 78,65 m × 31,2 m und erreicht eine Höhe von 26,5 m. Die Züge werden über einen Kettenlifthill in die Höhe gezogen. Nach der ersten Abfahrt erreichen sie eine Höchstgeschwindigkeit von 79 km/h und passieren zwei Loopings mit 14 m Durchmesser. Die gesamte Anlage hat einen Anschlusswert von 130 kW (zuzüglich ca. 50 kW für Beleuchtung).

## Züge
Doppel-Looping-Achterbahnen verfügen über bis zu drei Zügen mit jeweils sieben Wagen. In jedem Wagen können vier Personen (zwei Reihen à zwei Personen) Platz nehmen.

## Standorte
| Achterbahn                 | Betreiber                                                          | Land                                    | zusätzliche Schleife | Eröffnung                           | Schließung                  |
| -------------------------- | ------------------------------------------------------------------ | --------------------------------------- | -------------------- | ----------------------------------- | --------------------------- |
| Colossus the Fire Dragon   | Lagoon                                                             | Vereinigte Staaten                      | ja                   | 1983                                |                             |
| Teststrecke Laser Colossus | Wiener Prater Dorney Park & Wildwater Kingdom Playcenter São Paulo | Österreich Vereinigte Staaten Brasilien | nein                 | 30. März 2019 1986 1981 oder früher | 5. September 2019 2008 1986 |